# Skogshättemossa
Skogshättemossa (Orthotrichum stramineum) är en bladmossart som beskrevs av Hornschuch in Bridel 1827. Skogshättemossa ingår i släktet hättemossor, och familjen Orthotrichaceae. Enligt den finländska rödlistan är arten sårbar i Finland. Arten är reproducerande i Sverige. Artens livsmiljö är naturlundskogar. Inga underarter finns listade i Catalogue of Life.